# Jure Bogataj
Jure Bogataj (Kranj, Yugoslavia, 26 de abril de 1985) es un deportista esloveno que compitió en salto en esquí. Ganó una medalla de bronce en el Campeonato Mundial de Esquí Nórdico de 2005, en la prueba de trampolín normal por equipos.

## Palmarés internacional
| Campeonato Mundial | Campeonato Mundial    | Campeonato Mundial | Campeonato Mundial |
| Año                | Lugar                 | Medalla            | Prueba             |
| ------------------ | --------------------- | ------------------ | ------------------ |
| 2005               | Oberstdorf (Alemania) | Medalla de bronce  | TN por equipos     |